# Ставковик малий
Ставковик малий (Galba truncatula) — прісноводний равлик, черевоногий молюск родини Lymnaeidae, до недавнього часу класифікувався до роду ставковиків як Lymnaea truncatula. Має черепашки розміром 5-10 мм завдовжки і 2,5-6 мм завширшки. Є облігатним проміжним хазяїном у циклі передачі збудників фасціольозу.